# Схема свёртывания
Схема свёртывания (англ. comprehension scheme) — схема аксиом наивной теории множеств; неформально говорит о том, что для каждого свойства существует множество, состоящее в точности из тех элементов, что удовлетворяют этому свойству. Схема свёртывания формализует известное дидактическое определение множества, гласящее, что «множество — это совокупность элементов, обладающих общим свойством». На языке логики предикатов схема свёртывания записывается следующим образом:
{\displaystyle \exists A\ \forall x\ (x\in A\leftrightarrow \varphi )},
где {\displaystyle \varphi } — любая формула языка логики предикатов с равенством и двуместным предикатным символом {\displaystyle \in }, в которую не входит свободно переменная {\displaystyle A}. Таким образом, схема представляет собой набор аксиом по одной для каждой конкретной формулы {\displaystyle \varphi }.
Схема свёртывания является противоречивой. Для вывода противоречия в наивной теории множеств даже не нужно использовать аксиому объёмности: схема свёртывания сама по себе противоречива.

## Противоречивость
Из схемы свёртывания можно вывести противоречие. Одно из наиболее известных выводимых из неё противоречий — парадоксом Рассела.
Например, для формулы:
{\displaystyle \varphi :\leftrightarrow \lnot (x\in x)}
схема свёртывания утверждает, что существует такое множество {\displaystyle A}, что:
{\displaystyle \forall x\ x\in A\leftrightarrow \lnot (x\in x)};
если взять {\displaystyle x} равный {\displaystyle A}, то:
{\displaystyle A\in A\leftrightarrow \lnot (A\in A)} — противоречие.
Также есть и другие известные противоречия, например парадокс Кантора или парадокс Бурали-Форти.
Есть различные модификации схемы свёртывания для того, чтобы избавить её от противоречий.

### Схема выделения
Схема ограниченного свёртывания (выделения) постулирует существование множества удовлетворяющих некоторому свойству элементов уже существующего множества. Схема выделения позволяет выделять подмножества при помощи любой формулы. Формально схема записывается так:
{\displaystyle \forall B\ \exists A\ \forall x\ (x\in A\leftrightarrow x\in B\land \varphi )}
Данная схема является основным способом построения множеств в теориях множеств Цермело и Цермело — Френкеля. Полную схему свёртывания иногда называют схемой неограниченного свёртывания или схемой неограниченного выделения.

### Схема свёртывания классов
В теории множеств фон Неймана — Бернайса — Гёделя кроме множеств присутствуют также классы. Классы могут состоять из всех множеств, удовлетворяющих некоторому свойству, что и утверждает данный аналог схемы свёртывания:
{\displaystyle \exists A\ \forall x\ (x\in A\leftrightarrow \varphi )}.
Отличие от обычной схемы свёртывания здесь в том, что маленькими буквами обозначаются множества, а большими — классы. Стоит понимать, что класс, полученный в результате применения схемы свёртывания, может не оказаться множеством. Также данная схема не позволяет строить совокупности классов, обладающих некоторым свойством, поскольку не все классы могут принадлежать другому.

### Схема свёртывания в теории типов
В простой теории типов схема свёртывания выглядит следующим образом:
{\displaystyle \exists A_{n+1}\ \forall x_{n}\ (x_{n}\in A_{n+1}\leftrightarrow \varphi )},
где индекс переменных обозначает их тип. В теории типов множеству типа {\displaystyle n+1} позволяется иметь лишь элементы типа {\displaystyle n}, поэтому формулы вида {\displaystyle x\in x} просто не допускаются.

### Схема свёртывания для стратифицируемых формул
В новых основаниях Куайна используется иной подход для борьбы с противоречивостью схемы свёртывания. В отличие от схемы выделения, где ограничения накладываются на элементы, в новых основаниях ограничения накладываются на формулы. Требуется, чтобы формула была стратифицируемой, то есть чтобы было возможно расставить в ней для каждой переменной типы так, чтобы это была корректная формула простой теории типов. Схема свёртывания имеет такой вид:
{\displaystyle \exists A\ \forall x\ (x\in A\leftrightarrow \varphi )},
где {\displaystyle \varphi } — стратифицируемая формула.